# Paprsková rovnice
Paprsková rovnice je rovnice popisující šíření světelného paprsku v prostředí s proměnným indexem lomu. Lze ji odvodit z eikonálové rovnice, případně z Fermatova principu. Její tvar je
{\displaystyle \nabla n={\frac {\rm {d}}{\rm {{d}s}}}(n{\frac {\rm {{d}\mathbf {r} }}{\rm {{d}s}}})},
kde {\displaystyle s} je přirozenou parametrizací trajektorie, tedy parametrizace obloukem.
Provedením derivace součinu je možno rovnici přepsat na tvar
{\displaystyle n{\frac {\rm {{d}^{2}\mathbf {r} }}{\rm {{d}s^{2}}}}=\nabla n-(\nabla n\cdot {\frac {\rm {{d}\mathbf {r} }}{\rm {{d}s}}}){\frac {\rm {{d}\mathbf {r} }}{\rm {{d}s}}}}
Z diferenciální geometrie je přitom známo, že {\displaystyle {\frac {\rm {{d}^{2}\mathbf {r} }}{\rm {{d}s^{2}}}}} je vždy kolmá na {\displaystyle {\frac {\rm {{d}\mathbf {r} }}{\rm {{d}s}}}} (tedy na směr paprsku) a její velikost se rovná křivosti křivky,
{\displaystyle {\frac {1}{R}}=\left|{\frac {\rm {{d}^{2}\mathbf {r} }}{\rm {{d}s^{2}}}}\right|}.
Paprsková rovnice tedy umožňuje ze směru paprsku v určitém bodě určit jeho poloměr křivosti R v tomto bodě a také rovinu, ve které je paprsek zakřiven (oskulační rovinu).
Máme-li tedy zadán směr paprsku {\displaystyle {\frac {\rm {{d}\mathbf {r} }}{\rm {{d}s}}}} v jednom bodě v prostoru, jsme schopni z paprskové rovnice vypočítat, jak se bude paprsek dál šířit, případně i jak se šířil předtím, než do tohoto místa doletěl.

## Příklady
Speciálně je-li {\displaystyle \nabla n=0}, dostáváme nulovou křivost v každém bodě, což odpovídá přímočarému šíření světla v homogenním izotropním prostředí, paprsky jsou přímky.
Závisí-li index lomu pouze na souřadnici y, pak z paprskové rovnice je okamžitě vidět, že pro paprsek pohybující se v rovině x, y platí
{\displaystyle n(y){\frac {\rm {{d}x}}{\rm {{d}s}}}=konst.}
Což lze přepsat pomocí úhlu {\displaystyle \alpha }, který paprsek svírá s osou y do tvaru
{\displaystyle n(y)\sin \alpha =konst.}
Z čehož speciálně plyne Snellův zákon lomu:
{\displaystyle n_{1}\sin \alpha _{1}=n_{2}\sin \alpha _{2}}